# Блинников, Илья Иннокентьевич
Илья Иннокентьевич Блинников (1911 — ?) — советский геолог, первооткрыватель Савинского месторождения магнезита, лауреат Государственной премии СССР (1967).
Родился в селе Унда (сейчас — Балейский район Читинской области).
Окончил геологический факультет Иркутского университета (1940), инженер-геолог.
В 1940—1958 гг. работал в тресте «Сибгеолнеруд». В 1940—1942 гг. под его руководством силами треста «Сибгеолнеруд» было подготовлено к передаче промышленности Ильчирское месторождение асбеста.
С 1958 г. старший геолог геологического отдела Иркутского геологического управления.
Специалист по месторождениям нерудных полезных ископаемых. Руководил разведкой месторождений асбеста (Ильчирское), графита (Ботогольское), магнезита (Савинское) в Саянах.
За открытие и разведку Савинского месторождения присуждена Государственная премия СССР (1967). Награждён медалями и двумя знаками «Отличник разведки недр».
Сочинения:
- Савинское месторождение — новая крупнейшая минерально-сырьевая база СССР для производства магнезитовых огнеупоров / И. И. Блинников, Л. М. Тумольский, А. Ф. Щербаков // Разведка и охрана недр. 1967. — № 1.